# Кулак к кулаку
«Кулак к кулаку» (англ. Fist to Fist, кит. трад. 除霸, палл. Чу ба) — гонконгский фильм с боевыми искусствами 1973 года режиссёра, сценариста и продюсера Джимми Паскуаля. По сюжету молодому выпускнику полицейской академии дают задание найти и арестовать криминального авторитета, а также сообщают ему, что с этим преступником связан человек, виновный в смерти отца парня.

## Сюжет
Молодой парень Жэнь Кэцян оканчивает полицейскую академию, после чего его сразу же отправляют на поимку банды преступников. Лун Цзайфу, криминальный авторитет в городке Лунтоу, узнаёт, что полиция приняла против него меры, поэтому он вызывает на помощь семерых преступников.
Кэцян, направляясь в Лунтоу, встречает слепую девушку Чэнь Сяомэй, к которой пристают двое разбойников. Молодой полицейский решает вмешаться, в результате этого один из нападавших погибает, а второй получает серьёзное ранение. Начальник городка выражает благодарность Кэцяну в наведении порядка и принимает гостя на ночлег в городскую администрацию.
Некоторые из бандитов, прибывшие на подмогу Лун Цзайфу, нападают на Кэцяна, но тот забивает их насмерть. Цзайфу, напротив, пытается переманить молодого блюстителя закона большой суммой денег, на что Кэцян отвечает отказом. Вмешивается местный пьяница Ху Баньфэн и утверждает, что Цзайфу − это человек, виновный в смерти отца Кэцяна. На самом деле когда-то главный бандит Лунтоу был счетоводом у отца Кэцяна, подставил и присвоил его землю и деньги, после чего тот умер в тюрьме, а мать сошла с ума от горя. Видя, что полицейский пойдёт до конца, помощник Цзайфу убивает Баньфэна как ненужного свидетеля, но перед смертью он успевает сообщить, что Сяомэй схватили и увели в горы.
Жэнь Кэцян следует за ними и после долгих боёв он, наконец, арестовывает Лун Цзайфу и конвоирует его в главный город провинции, где тот предстанет перед судом.

## В ролях
| Актёр         | Роль                                       |
| ------------- | ------------------------------------------ |
| Генри Юй      | Жэнь Кэцян                                 |
| Офелия Яу     | слепая девушка Чэнь Сяомэй                 |
| Хуан Цзунсюнь | Лун Цзайфу / Лун Цзайтянь                  |
| Чэнь Цзин     | проститутка                                |
| Ван Лай       | мать Кэцяна (в воспоминаниях)              |
| Лён Сиува     | бандит                                     |
| Сюнь Фун      | бандит Тигр Хуан                           |
| Стюарт Тхам   | бандит                                     |
| Фон Е         | бандит с кнутом                            |
| Сань Куай     | бандит Шрам Лаоци                          |
| Сюнь Лам      | трактирщик                                 |
| Хонь Куокчхой | рикша                                      |
| Ли Ин         | начальник городка Гао Дэбяо                |
| Цзян Лун      | бандит Железный Палец                      |
| Роберт Чань   | бандит с мечом                             |
| Юнь Сиутхинь  | пьяница Ху Баньфэн / Ху Дашунь             |
| Линь Цзин     | вдова Сюй                                  |
| Хэ Бинь       | Жэнь Дэцюань отец Кэцяна (в воспоминаниях) |

Небольшую роль охранника исполнил Джеки Чан.

## Съёмочная группа
- Кинокомпания: Emperor Film International (H.K.)
- Продюсер: Джимми Паскуаль
- Режиссёр и сценарист: Джимми Паскуаль
- Ассистенты режиссёра: Чю Ятхун[кит.], Джон Ву
- Постановщики боевых сцен: Юнь Вопхин, Юнь Чхёнъянь
- Художник: Лоу Киньмин
- Монтаж: Куок Тхинхун
- Дизайнер по костюмам: Хо Ку
- Грим: Тхоу Юнвай
- Композитор: Чжоу Фулян
- Оператор: Лау Куньвай

## Критика
Хотя оценки на фильм низкие, критики хвалят постановку боевых сцен. Так, Майк Баннер в заключении отзыва пишет: 
Сюжет и образы героев очень слабы, но здесь достаточно боёв, чтобы удержать фаната кунг-фу досмотреть [фильм] до конца.